# NGC 6292
NGC 6292 је спирална галаксија у сазвежђу Змај која се налази на NGC листи објеката дубоког неба.
Деклинација објекта је + 61° 2' 38" а ректасцензија 17h 3m 3,5s. Привидна величина (магнитуда) објекта NGC 6292 износи 13,5 а фотографска магнитуда 14,3. NGC 6292 је још познат и под ознакама UGC 10684, MCG 10-24-93, CGCG 299-47, IRAS 17024+6106, PGC 59498.